# ۲سی-او
۲سی-او (به انگلیسی: 2C-O) با فرمول شیمیایی C۱۱H۱۷NO۳ یک ترکیب شیمیایی با شناسه پاب‌کم ۱۵۱۹۵۴ است. که جرم مولی آن ۲۱۱٫۲۶ g/mol می‌باشد. 